# Superman: A Série Animada
Superman: The Animated Series (br: Super-Homem: A Série Animada) é uma série de televisão estadunidense criada pelo produtor Bruce Timm em parceria com os roteiristas Alan Burnett e Paul Dini. A série estreou em 1996 no The WB, tendo sido encerrada em 2000 após 3 temporadas e 54 episódios. Foi uma sequência da aclamada série Batman: The Animated Series, produzida anos antes pela mesma equipe. Está inserido no chamado DC Animated Universe.

## Descrição
O protagonista principal é Super-Homem(Clark Kent/Kal-El), mostra uma breve parte da infância deste protagonista no planeta Krypton até sua chegada a terra e acompanhado por seus pais adotivos, Jonathan e Marta Kent. No final da segunda temporada junta-se a "família" Kara no-Ze, o último sobrevivente do planeta Argo, perto de Krypton, que o Super-homem encontrado no criogênicos congelando. Ela desenvolveu os mesmos poderes que o Super-homem, e embora os fatos não são verdadeiros parentes a adotou como Kara Kent (Supermoça).
Seus companheiros clássicos acompanham Clark Kent, por sua vez, jornalistas Lois Lane, Jimmy Olsen e Perry White.
Do lado dos vilões, que pode ser observado Lex Luthor, em sua versão de um empreendedor; entretanto o mais notório é Darkseid e Apocalypse.
Além disso, participam vários personagens de outras séries, tais como Batman, Flash (Wally West), Senhor Destino, Aquaman, Lanterna Verde (como Kyle Rayner, no original Hal Jordan), etc.
Também merece destaque por mostrar Brainiac como Kryptoniano e Lex Luthor como criador de Metallo e Bizarro.
O programa foi exibido nos Estados Unidos de 1996 a 2000 pelos canais The WB; já no Brasil foi exibida entre o final dos anos 90 e o início dos anos 2000 pelos canais de TV, Warner Channel, Cartoon Network, SBT e Rede Record.

## Cancelamento
A série teria uma quarta temporada onde focaria no Superman tentando reconquistar a confiança das pessoas de Metropolis após os acontecimentos do último episódio da terceira temporada mas acabou sendo cancelada devido a produção do desenho Batman do Futuro.
- Este artigo foi inicialmente traduzido, total ou parcialmente, do artigo da Wikipédia em inglês cujo título é «Superman: The Animated Series».